# متلازمة نونان
متلازمة نونان (بالإنجليزية: Noonan syndrome)‏ هو مرض وراثي شائع نسبيًّا (نوع من التقزم) يؤثر على كل من الذكور والإناث على حد سواء.
سميت المتلازمة نسبة إلى جاكلين نونان الطبيبة في كلية الطب في بوسطن عام 1956م، وبدأت كأول طبيبة لأمراض القلب للأطفال.

## الأسباب
إن تكرار الإصابة بمتلازمة نونان بين الأشقّاء وانتقالها الواضح من الأهل إلى الطفل أدّى إلى اقتراح وجود خلل جيني وراثي. إن الشخص الذي يعاني من متلازمة نونان لديه فرصة 50% لنقله إلى أحد أطفاله.
السبب المباشر لحدوث هذا المرض هو نتيجة لحدوث طفرة جينية في إحدى المورثات. وفي هذه الحالة لا يتكرر هذا المرض في هذه العائلة مرة أخرى. أما إذا كان أحد الوالدين مصاب بمتلازمة نونان (ويمكن التأكد من ذلك بالكشف الطبي من قبل طبيب الوراثة) فان نسبة تكرر هذا المرض في هذه العائلة يكون 50% لكل حمل تحمل فيه الأم. هذا الشكل من أشكال الوراثة يعرف بالوراثة السائدة. لقد اكتشف المورث (الجين) المسبب لمتلازمة نونان، ويسمى ب (PTPN11) وهو موجود على الذراع الطويلة للكروموسوم (الصبغة) رقم 12. في أغلب الأحيان يكون فحص الكروموسومات العام لا يساعد في تشخيص المرض ولكن قد يساعد في التأكد من عدم وجود أمراض مشابهة له كمتلازمة تيرنر عند الفتيات.

## التشخيص
عند اكتشاف المورث أو المورثات المسببة لمتلازمة نونان يمكن أن يساعد هذا الفحص تشخيص الحالات المشتبه فيها لتأكيد التشخيص أو يجرى خلال الحمل إذا استدعى الأمر. كما قد يساعد اكتشاف مورث متلازمة نونان طريقة عمل هذا المورث وتأثيراته المختلفة على العقل والجسد، ومن ثم محاولة إيجاد طرق العلاج أو تفادي مشكلات المرض.

## الأعراض
في كثير من الأحيان يكون أطفال متلازمة نونان حديثي الولادة أطفالا عاديين. فمعدل أوزانهم وأطوالهم في عند الولادة معدلات طبيعية.كما قد لا تكون أشباه وملامح الطفل في هذا العمر بارزة بالشكل الذي يستطيع معها تشخيص حالاتهم من قبل الكثير من أطباء الأطفال. ومع مرور الوقت قد يبدأ والدي الطفل أو الأطباء إن هناك بعض الأشباه والملامح لدى الطفل تجعله يتميز بها عن أقرانه وقد تكون هذه الملاحظات السبب في اكتشاف وتشخيص حالة الطفل بشكل دقيق. ومع مرور الوقت أيضا يبدأ الوضوح في قصر القامة عن المعدلات الطبيعية فمعدل قامة الرجل بعد البلوغ قد يصل إلى 160سم والمرأة 150سم.
ومن أهم الأعراض:
- الوجه مميز.
- صغر القامة.
- أمراض قلب خلقية.
- رقبة واسعة أو مكففة.
- شكل غير اعتيادي للصدر مع حلمات منخفضة.
- درجة متفاوتة من التخلف العقلي.
- غالباً تخثر الدم غير طبيعي.

## العلاج
إلى الآن لا يوجد علاج شافي لهذا المرض. ولكن يتم علاج الأعراض المصاحبة لهذا المرض. فمشاكل القلب والعيوب الخلقية الناتجة من هذا المرض (كتأخر نزول الخصيتين مثلاً) يمكن إجراء العمليات الجراحية لإصلاحها إذا لزم الأمر. كذلك الأمر في مشاكل تقويم الأسنان. كما العناية بزيادة السعرات الحرارية التي يتناولها الطفل تحت إشراف أخصائيي التغذية قد تساعد إلى حد ما في تحسين البنية وتقلل سوء التغذية على نمو الطفل الجسدية والعصبية. إن من أهم الأمور التي قد يغفل عنها الوالدين في السنوات الأولى للطفل- لانشغالهما بمشاكل القلب أو التغذية- هو نسيان أهمية التدريب والتنشيط المبكر للطفل لتحفيز اكتساب المهارات الحركية والعقلية والإكثار من التحدث والمداعبة واللعب مع الطفل. ونذكّر في هذا المقام أهمية الفحص الدوري للسمع والاسترشاد بتوجيهات أخصائي النطق.

## وصلات إضافية
- Noonan Syndrome Foundation USA, 501c3 Charitable Organization
- Noonan Syndrome Foundation Online Support Group Facebook
- GeneTests: Noonan syndrome
- The Noonan Syndrome Association UK charity for families and individuals affected by NS